# Ciobănesc Românesc Carpatin
Der Ciobănesc Românesc Carpatin ist eine von der FCI anerkannte Hunderasse aus Rumänien (Gruppe 1, Sektion 1, Standard 350), die zu den rumänischen Hirtenhunden gehört.

## Herkunft und Geschichtliches
Ciobănesc Românesc Carpatin bedeutet übersetzt rumänischer Hirtenhund der Karpaten. Die Rasse wurde aus einer Naturrasse aus der Donauregion der Karpaten gezüchtet, wobei die Verwendung als Gebrauchshund im Vordergrund stand. Der erste Standard wurde 1934 am nationalen rumänischen Institut für Zootechnik verfasst und 1982, 1999 und 2001 vom rumänischen kynologischen Dachverband angepasst. Die Rasse wurde 2005 von der FCI mit der Nummer 350 vorläufig anerkannt, 2015 erfolgte die Anerkennung.

## Beschreibung
Der Ciobănesc Românesc Carpatin ist ein verhältnismäßig großer Hund, der aber gleichzeitig beweglich, kraftstrotzend und nicht schwer erscheinen soll. Sein Körperbau ist rechteckig. Rüden sind deutlich größer und kräftiger als Hündinnen. Das Haar ist harsch, dicht und gerade. Die Unterwolle ist dicht und weich. Die Farbe ist blassgelb oder blassfalb mit Wolkung, an den Flanken oft heller und am Rücken dunkler. Weiße Abzeichen sind zugelassen, sollten aber nicht vorherrschen.
Der Kopf ist wolfsähnlich, mittellang, kräftig, aber nicht schwer, mit breiter und leicht gewölbter Stirn. Der Stop ist mäßig, weder zu stark noch zu schwach ausgeprägt. Die Schnauze ist kräftig, mit ovalem Querschnitt, etwas kürzer als der Oberkopf. Die Lefzen sind straff, eng am Kopf anliegend. Die Augen sind mandelförmig und stehen etwas schräg, von dunkelbrauner Farbe. Die Ohren sind nicht besonders groß, dreieckig, dicht an den Wangen anliegend und etwas oberhalb der Augenhöhe angesetzt.

## Wesen
Die Rasse wird als ruhig und ausgeglichen beschrieben. Fremden gegenüber ist er reserviert aber keinesfalls aggressiv. Heute findet man den Carpatin immer öfter als Haus-, Hof- und Familienhund.